# Anderson Henriques
Anderson Henriques, född 3 mars 1992, är en friidrottare från Brasilien. Han deltog vid olympiska sommarspelen 2020.